# Discovery-Spring Garden
Discovery-Spring Garden és una concentració de població designada pel cens dels Estats Units a l'estat de Maryland. Segons el cens del 2000 tenia 2.152 habitants.

## Demografia
Segons el cens del 2000, Discovery-Spring Garden tenia 2.152 habitants, 712 habitatges, i 596 famílies. La densitat de població era de 874,6 habitants per km².
Dels 712 habitatges en un 44,7% hi vivien nens de menys de 18 anys, en un 63,5% hi vivien parelles casades, en un 15,9% dones solteres, i en un 16,2% no eren unitats familiars. En el 12,6% dels habitatges hi vivien persones soles el 2,1% de les quals corresponia a persones de 65 anys o més que vivien soles. El nombre mitjà de persones vivint en cada habitatge era de 3,02 i el nombre mitjà de persones que vivien en cada família era de 3,26.
Per edats la població es repartia de la següent manera: un 31,5% tenia menys de 18 anys, un 7,4% entre 18 i 24, un 30,3% entre 25 i 44, un 25,7% de 45 a 60 i un 5,1% 65 anys o més.
L'edat mediana era de 34 anys. Per cada 100 dones de 18 o més anys hi havia 91,4 homes.
La renda mediana per habitatge era de 50.656 $ i la renda mediana per família de 52.000 $. Els homes tenien una renda mediana de 37.500 $ mentre que les dones 27.409 $. La renda per capita de la població era de 18.704 $. Entorn de l'1,5% de les famílies i el 2,9% de la població estaven per davall del llindar de pobresa.

## Poblacions més properes
El següent diagrama mostra les poblacions més properes.